# Plamen Nikolov
Plamen Venelinov Nikolov (Pleven, Bulgaria, 12 de junio de 1985) es un futbolista búlgaro, que se desempeña como defensa y que actualmente milita en el PFC Botev Plovdiv de la Liga de Fútbol Profesional de Bulgaria.

## Clubes
| Club              | País     | Año           |
| ----------------- | -------- | ------------- |
| Spartak Pleven    | Bulgaria | 2004 - 2006   |
| Litex Lovech      | Bulgaria | 2006-2012     |
| Tom Tomsk         | Rusia    | 2012-2013     |
| Litex Lovech      | Bulgaria | 2014          |
| PFC Botev Plovdiv | Bulgaria | 2014-presente |

## Selección nacional
Ha sido internacional con la Selección de fútbol de Bulgaria; donde hasta ahora, ha jugado 5 partidos internacionales y no ha anotado goles por dicho seleccionado.